# 프랑크푸르트 증권거래소
프랑크푸르트 증권거래소(독일어: FWB® Frankfurter Wertpapierbörse)는 독일 프랑크푸르트에 있는 증권 거래소이다. 1585년 설립되었다.
프랑크푸르트 증권거래소는 세계에서 가장 크고 효율적인 거래소 중 하나이다. 유럽 선물 거래소인 유렉스와 예탁결제기관 클리어스트림을 소유하고 있는 도이치 뵈르제가 소유 및 운영을 맡고 있다. DAX가 여기서 나온다.